# 親露勢力の一覧
このページでは各国の親露とされる勢力をまとめる。

## 政党
- 幸福実現党
- 参政党[1]
- ドイツのための選択肢
- 国民連合[2]

## 人物
- 鈴木宗男[3]
- レジェップ・タイイップ・エルドアン
- アレクサンドル・ルカシェンコ
- ドナルド・トランプ

## メディア

### ロシアのプロパガンダメディアとされるもの
- スプートニク